# Oxidación del piruvato

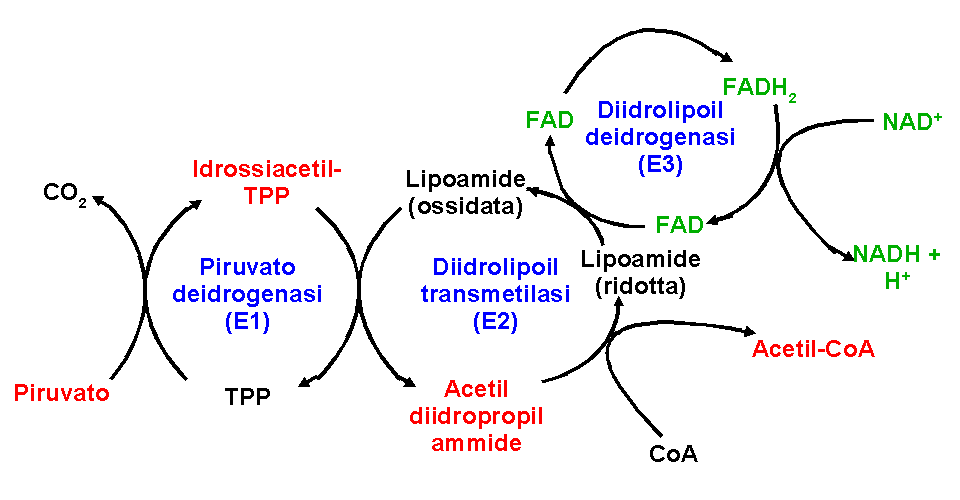
Mecanismo de la descarboxilación oxidativa del piruvato

La oxidación del piruvato es un conjunto de reacciones bioquímicas catalizado por un complejo enzimático (piruvato deshidrogenasa) localizado en la matriz mitocondrial. Se trata de una descarboxilación oxidativa y es la etapa previa al ciclo de Krebs y posterior a la glucólisis en el proceso de respiración celular, llevado a cabo en células aerobias y facultativas en presencia de oxígeno.

## Descarboxilación oxidativa del ácido pirúvico (DOAP)
El piruvato (que posee tres átomos de carbono) generado en la etapa de glucólisis sale del citoplasma y atraviesa la membrana externa mitocondrial de forma pasiva debido a la alta permeabilidad de la misma. Posteriormente, ingresa a la matriz mitocondrial mediante un mecanismo de simporte con protones que le permite atravesar la membrana interna de la mitocondria (utilizando la fuerza protonmotriz generada por la cadena respiratoria).
Dentro de la matriz mitocondrial, el piruvato sufre una descarboxilación oxidativa en la que interviene el complejo de tres enzimas que forman la piruvato deshidrogenasa. Este complejo enzimático posee varios cofactores (pirofosfato de tiamina, lipoato, coenzima A, FAD y NAD+) y es el encargado de catalizar la conversión del piruvato a acetil-CoA. Durante el proceso el grupo carboxilo del piruvato se libera como dióxido de carbono (CO2). A este proceso de descarboxilación lo acompaña un proceso de deshidrogenación (oxidación), mediante el cual el resto de la molécula de piruvato termina conformando el grupo acetilo (de dos átomos de carbono) del acetil-CoA. El aceptor último de electrones de esta secuencia de reacciones es el NAD+, que se reduce generando NADH y H+.
Cuando concluye esta etapa, el acetil-CoA ingresa al ciclo de Krebs. Al final, las descarboxilación oxidativas o DO genera 2 moléculas de NADH, lo que sería igual a 6 moléculas de ATP.
La reacción global es: